# Wen Zhengming
Wen Zhengming (文徵明T, 文征明S, Wén ZhēngmíngP, nato Wen Bi, 文璧S, Wén BìP; Suzhou, 28 novembre 1470 – 1559) è stato un pittore, poeta e calligrafo cinese della scuola di Wu, uno dei Quattro maestri Ming.

## Biografia

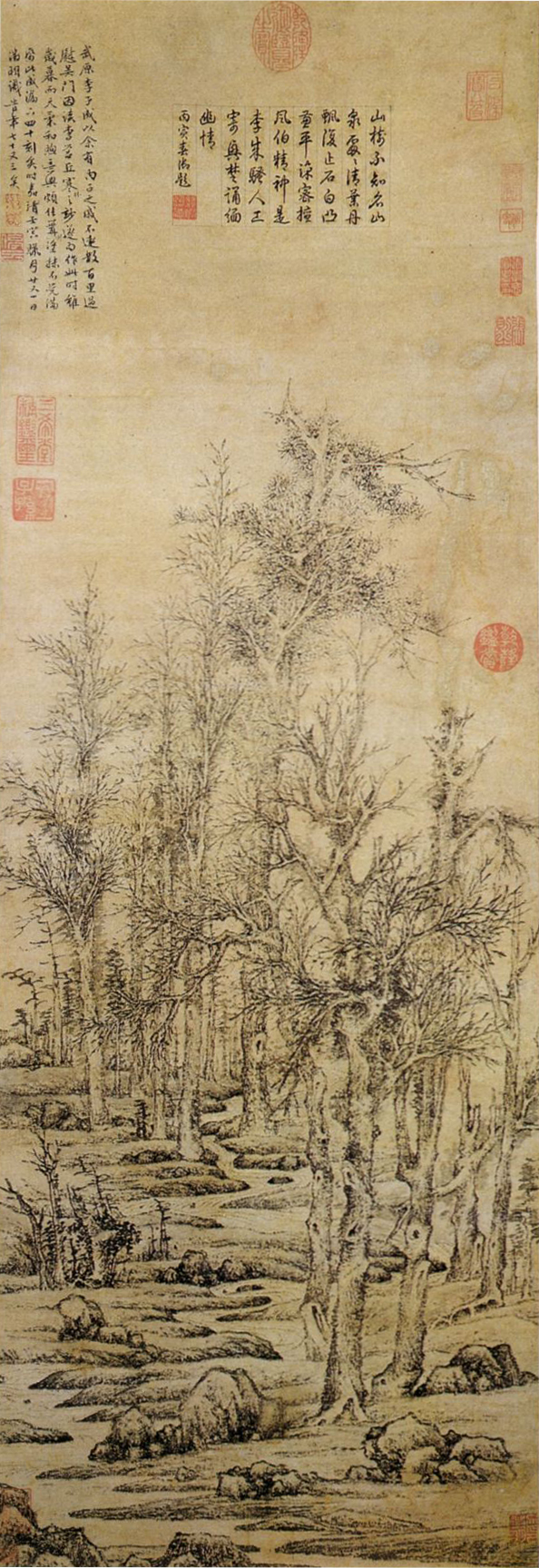
Wen Zhengming, Alberi invernali dopo Li Cheng, 1542

Wen Zhengming nacque col nome di Wen Bi vicino all'odierna Suzhou nel 28 novembre del 1470. In seguito sarebbe stato conosciuto col suo zi, Zhengming. Aveva un fratello maggiore, Wen Gui, nato nel 1469. Quando Zhengming aveva 2 anni, suo padre, Wen Lin, passò gli esami imperiali col più alto rango possibile, il jinshi; di conseguenza a Wen Lin fu assegnata una posizione nell'amministrazione come magistrato nella contea di Yongjia, Zhejiang, e partì per il nuovo incarico lasciando i suoi due figli e sua moglie, Qi Shenning. Nel 1476, Qi morì di malattia nel 1476 all'età di 32 anni; pertanto Wen Lin incaricò il noto letterato Li Dongyang di comporre un'iscrizione per la sua tomba.
La famiglia di Wen Zhengming era originaria d'un lignaggio di militari che vissero nella contea di Hengshan, nello Hunan. Nel periodo di vita del suo trisnonno Wen Dingcong, la famiglia si trasferì a Changzhou nell'area di Suzhou.  Zhengming era un lontano parente del funzionario Song Wen Tianxiang, per via d'un progenitore vissuto a Hengshan. Da ciò deriva il suo hao (nome d'arte), Hengshan, con cui firmò molte delle sue opere. Suo padre Wen Lin e suo nonno Wen Hong erano entrambi interessati alla pittura. Wen Lin era anche un mecenate di Tang Yin, contemporaneo di Wen Zhengming e uno dei Quattro maestri Ming.
Wen Zhengming iniziò a studiare sotto Shen Zhou, il più anziano dei Quattro maestri e il fondatore della scuola di Wu, di cui Wen Zhengming divenne in seguito una figura eminente. Wen Lin morì nel 1499, mentre lavorava come prefetto a Wenzhou. Cosicché, sotto richiesta di Zhengming, Shen Zhou provvide a scrivere un resoconto della vita di Wen Lin per il funerale.
Wen Zhengming sposò la figlia di un funzionario di alto rango e jinshi chiamato Wu Yu intorno al 1490. Suo zio era l'artista Xia Chang, i cui dipinti di bambù avrebbero ispirato un'opera di Wen. Poco si sa della moglie di Wen, il cui nome personale non ha documentazione. Dopo la sua morte nel 1542, Wen realizzò Alberi invernali dopo Li Cheng per un ospite che venne da lui con un dono per piangere la morte della moglie.
Intorno al 1509-1513, Wang Xianchen, un amico della famiglia Wen, iniziò la costruzione del Giardino dell'Umile Amministratore,  generalmente considerato come uno dei più grandi giardini classici cinesi. Il giardino è oggetto di alcune delle poesie e dei dipinti di Wen Zhengming, tra cui un album di trentun vedute, dipinte nel 1535, e un secondo di otto vedute del 1551.
Il fratello di Wen Zhengming, Wen Gui, morì nel 1536.  Il primogenito di Wen Zhengming, Wen Peng, era un famoso intagliatore di sigilli.  Il suo secondo figlio, Wen Jia, era anche un artista, come lo era suo nipote Wen Boren (figlio di Wen Gui). Il suo bisnipote, Wen Zhengheng, un famoso architetto di giardini, ricostruì il Giardino della coltivazione a Suzhou.

## Stile

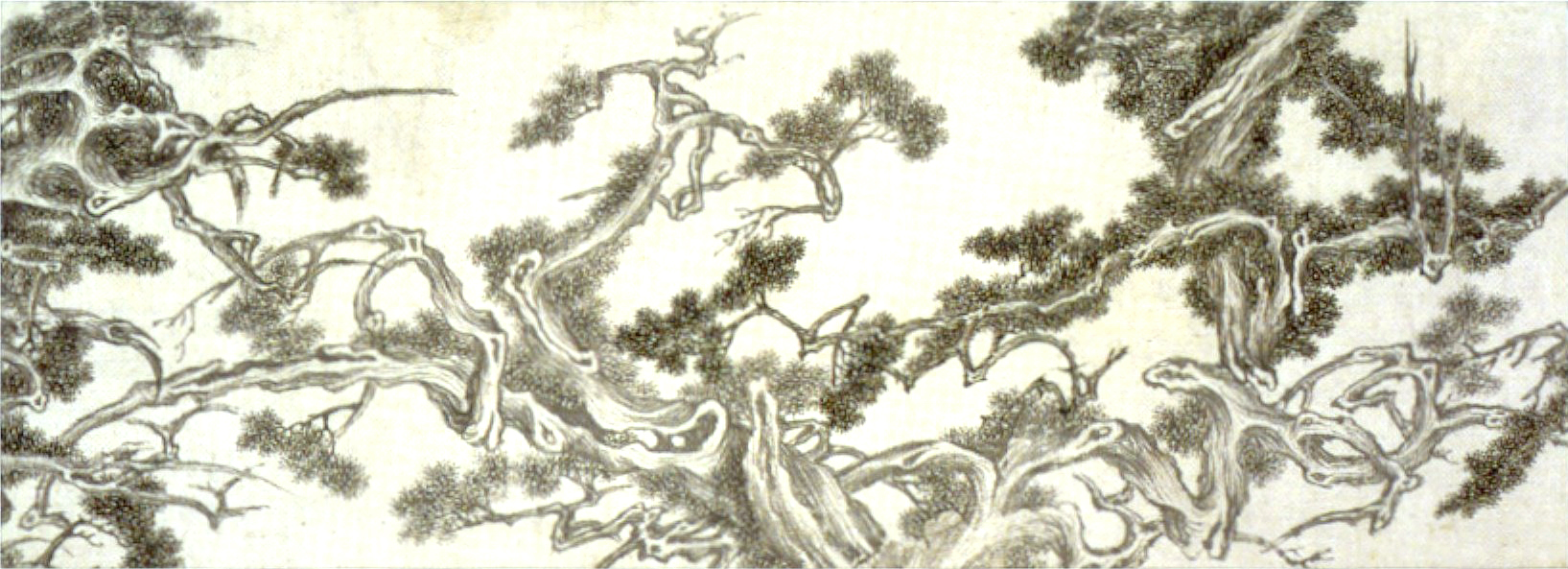
Wen Zhengming, particolare di Sette ginepri, 1532

Wen Zhengming era uno dei pittori eruditi che s'opposero allo stile professionale, influenzato dall'accademismo dei Song Meridionali, fiorito nel Zhejiang (scuola di Zhe). Evitando un sostegno ufficiale e ostile alla corte imperiale, gli artisti della scuola di Wu, a cui apparteneva anche Wen, cercarono mecenati privati e il rispetto dei loro pari, dipingendo frequentemente opere nello stile degli antichi maestri. Wen studiò sotto il fondatore della scuola di Wu, Shen Zhou, il cui stile lo influenzò profondamente. Talora Wen aggiungeva una sua poesia ai dipinti di Shen Zhou; in tal modo beneficiava della consolidata reputazione del secondo. Dopo che raggiunse la fama, molti colofoni di Wen nelle opere di Shen Zhou spesso fornivano loro autenticità agli occhi dei collezionisti.
Wen e il suo mentore ammiravano gli artisti delle precedenti dinastie Song e Yuan, benché raramente li imitarono direttamente. Produsse le sue opere in un gran numero di stili tanto che venne soprannominato "camaleonte", data la difficoltà di identificare i suoi dipinti. Le opere di Wen furono in seguito molto ricercate dai ricchi collezionisti durante tutto il secolo XVI, ed erano comuni le contraffazioni dei suoi dipinti nel tardo periodo Ming.
Wen era anche un prolifico e famoso scrittore, le cui poesie spesso riguardavano il tema dei suoi dipinti. Considerava l'arte e la natura entità inseparabili, e sovente scrisse e dipinse scene di natura, fra cui i giardini privati come il Giardino dell'amministratore umile.
Oltre che per la poesia e per la pittura, Wen è conosciuto anche per la sua calligrafia. Da giovane, Zhengming fu presentato da suo padre Wen Lin a un calligrafo esperto dell'area di Suzhou. Intorno al 1541, era considerato il più grande calligrafo cinese, in special modo negli stili kaishu e xiangshu. Come calligrafo, il suo stile e la sua tecnica furono influenzati dal maestro Song Huang Tinjian.